# Havsbotten

Havsbotten, den fasta ytan längst ner i havet, delas in i kontinentalsockel (även kallad shelf), kontinentalbrant, djuphavsbotten och djuphavsgravar. På havsbotten finns det även vulkaner och sprickor in till Jordens inre.